# Ки Теце

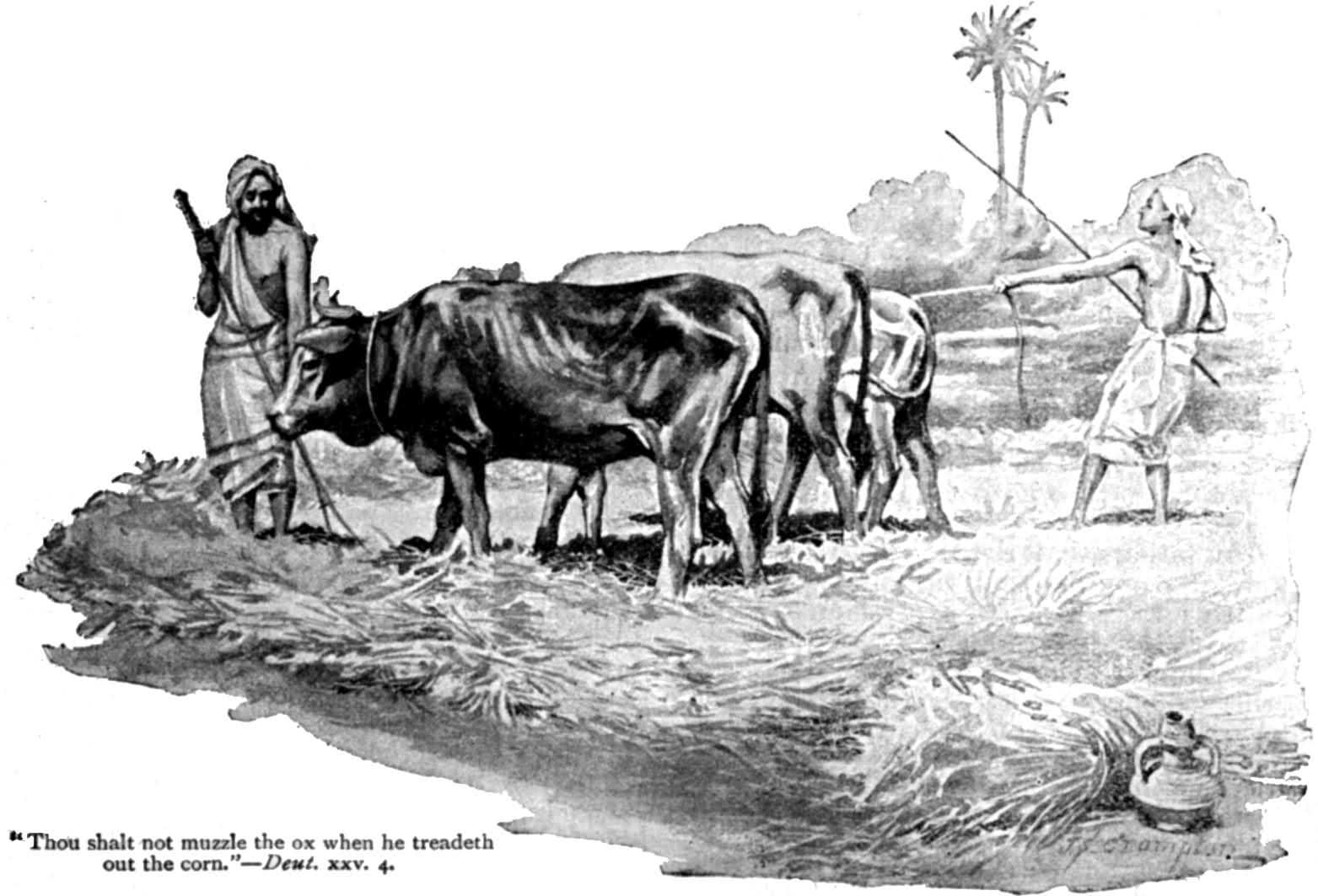
Не заграждай рта волу, когда он перемалывает. Иллюстрация Джеймса Шоу Кромптона, 1900 год.

Ки Теце (ивр. כִּי־תֵצֵא‎) — одна из 54 недельных глав-отрывков, на которые разбит текст Пятикнижия (Хумаша). 49-й раздел Торы, 6-й раздел книги Второзакония.

## Краткое содержание
Всего в главе приведены семьдесят четыре заповеди из шестисот тринадцати, содержащихся в Торе. Вообще «Ки теце» является главой, в которой приведено наибольшее количество заповедей, среди всех глав Торы. Они включают в себя «закон о красивой пленнице», закон о наследственных правах первенца, законы о «восставшем сыне», о погребении и об уважении к телу усопшего, о возвращении пропажи, запрет забирать птенцов из гнезда в присутствии их родителей, заповедь возведении ограды вокруг крыши дома и запрет различных форм килаим.
Описываются судебные процедуры и наказания за прелюбодеяние, изнасилование или соблазнение незамужней девушки, и за ложное обвинение мужем своей жены в супружеской неверности. Определённым категориям из еврейского народа запрещено сочетаться браком с евреями по крови: мамзерам, мужчинам-прозелитам из народов Моава и Аммона и их потомкам мужского пола, прозелитам из народов Эдома и Египта и их детям (лишь до второго поколения).
Глава также включает в себя законы о чистоте военного лагеря, запрет возвращать сбежавшего в Израиль раба, обязанность платить подённому работнику вовремя и позволять и людям и животным есть во время уборочных работ, предписания об обращении с должником и запрет взимать процент с займа, законы о разводе, процедурах йибум и халица. Упоминается наказание 39 ударами за нарушение запрета Торы.
Глава завершается повелением помнить, что сделал Амалек по отношению к еврейскому народу в пути, во время Исхода.